# 中华民族解放先锋队

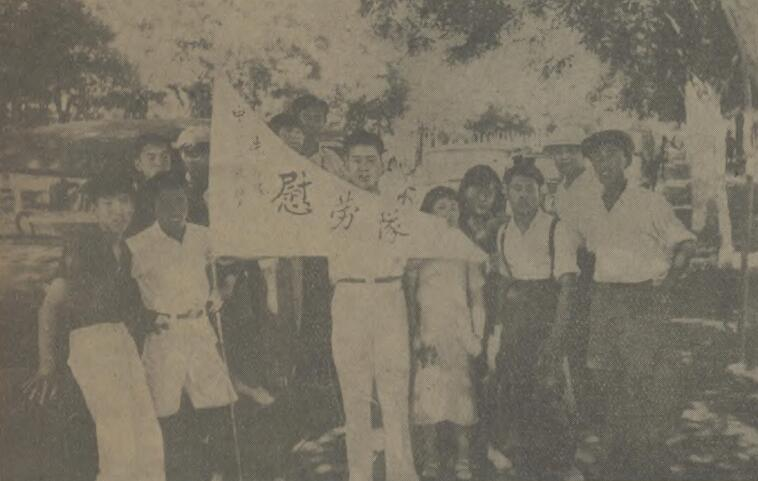
1937年 中华民族解放先锋队赴医院劳军

中华民族解放先锋队，简称民先或民先队。是中华民国时期，中国共产党领导建立的青年抗日救国组织。1936年2月1日，中华民族解放先锋队在北平成立，其工作宗旨是反对帝国主义、封建主义，追求民族解放。敖白枫任总队长，黄敬任中共党团书记。

## 沿革
一二九运动后，燕京大学召开北平各校学生代表大会，会议指出学生虽然是抗日的重要力量，但并非主力军。会议通过北平学联党组织决定，到广大农村从事宣传抗日工作。1936年1月，北平学联和天津学联共同组织了“平津学生南下扩大宣传团”。中国大学的董毓华、东北大学的宋黎、北平师范大学的江明担任总指挥。宣传团党团书记为彭涛，党团领导成员还有黄敬。另一部分学联党团领导成员姚依林、郭明秋、孙敬文等人留守北平。
“平津学生南下扩大宣传团”下分四个团：其中一、二团是北京大学、东北大学、北京师范大学、中国大学、弘达学院、东北中山中学、镜湖中学等学校学生组成，第一团指挥是江明。第三团是清华大学、燕京大学、辅仁大学、朝阳学院等校学生组成，指挥是燕京大学的黄华和清华大学的蒋南翔。第四团由天津各大、中学校组成，共计五百人左右，1936年1月2日至4日筹备出发。1936年1月5日，清华物理系毕业生、日后的改革派经济学家于光远带领平津学生南下宣传团先遣队，从清华、燕京二大学出发，尚未至卢沟桥，路遇美国记者采访，于光远与李昌、杨学诚（后为新四军第5师鄂皖兵团指挥部政委）、张载的合影登在第二天的北平日报英文版上。美国记者称此四人为“四学生先锋”（Vanguard of Four Students）。
1月7日、8日，南下扩大宣传团4个团分别到达固安。中共地下党员、固安简易师范校长王雨山率领部分学生出城迎接，但固安县长则按北平当局通知下令紧闭城门。宣传团就在城外乡镇开展宣传工作，召开群众大会和各种座谈会，演出话剧《打回老家去》，教群众唱救亡歌曲。次日宣传团在固安县城北关召开大会，各团代表分别报告了南下经过。会议决定宣传团进行组织调整，将第四团并入第一团，更改路线：第一团走东路，从固安向南，经霸县、雄县、任丘、高阳至保定；第二团走中路，从固安往西南，经新城、容城至保定；第三团仍走西路，至涿县后沿平汉线南下抵达保定。3个团约定10日后在保定会师。
南下扩大宣传团活动震动当局。1月14日，宣传团第二团在新城县辛立庄小学驻地被军警、特务包围，大部分学生当晚逃出，在雄县追上第一团。少数未逃出的学生被军警押送回北平。第三团于14日在高碑店遭到军警特务包围，15日宣传团员被强行押解回平。当第二团在辛立庄被包围时，董毓华、宋黎连夜回北平向市委汇报，市委决定派人通知宣传团不再继续南下，第一团第二团的同学分别返回平津。
1936年2月1日，北平石驸马大街北平师范大学文学院召开了南下扩大宣传团团员代表大会，决定将中国青年救亡先锋团与民族解放先锋队合并，正式成立了民族解放先锋队（简称民先队，后改名为中华民族解放先锋队）。会上通过民先队的《斗争纲领》、《工作纲要》、《组织系统》和《规约》。敖白枫任总队长，刘导生任秘书，萧敏颂任组织部部长，王仁忱任宣传部部长。市委在民先队建立了党团，黄敬任书记。民先队按学校成立分队：全市设4个区队部，第一批300余人，分属26个分队。 
1937年初到1939年5月，于光远等人在保定、石家庄、太原、武汉、鄂西、长沙、南昌、粤北等地来回奔走，发展和扩大民先队组织。1937年2月4日至9日民先队在北平召开了全国第一次代表大会，参加代表24人，代表18个地方队部的六千多队员。大会通过了《政治纲领草案》、《组织法》、《政治及工作决议案》以及《告全体队员同志书》。《组织法》提出“民先是一个民众救亡的先锋团体，它在整个民族解放过程中，起着骨干的推动作用”，“并且是一个实行高度民主集中制的半军事性质的队伍，要随时随地学习军事知识与技能，并在民族解放过程中武装自己及武装民众”；同时，还具体规定了入队的条件。这次大会正式成立了全国民先队总部，选举李昌、李哲人，刘导生等为全国总部负责人。
抗日战争爆发后，许多队员到抗日根据地参加战斗。1937年10月18日中共中央作出《关于民先队改造的决定》，要求发展民先队为广大青年抗日的群众团体。1938年4月，为适应当时任务的需要，民先队总部在西安召开临时全国代表大会，重新修订了民先队的章程。以后，民先队组织得到进一步发展，到1938年6月，民先队员发展到五万多人，成为全民抗战中的一支积极力量。1938年8月20日国民党武汉卫戍司令部政治部宣布解散国统区的民先队组织和青年救国会、蚁社等进步青年救亡组织。。共产党抗日根据地的民先队组织于1940年后并入青年救国会。

## 著名成员
- 清华大学物理系的于光远（1915－2013）：曾为“民先”先遣队队长、总部领导等职，后为著名改革派经济学家、国家科委（科技部前身）副主任、中央顾问委员会委员、中国社会科学院副院长。
- 中国大学政治经济系的董毓华（1907—1939）：后任华北人民抗日联军司令员，于1939年积劳成疾逝世。
- 东北大学政治经济系的宋黎（1911－2002）：后任张学良秘书，从事地下工作，参与调解西安事变、1945年重庆谈判，亦随周恩来在南京继续谈判。1949年后曾任辽宁省政协主席。
- 北平师范大学的江明（1911—2001）：后曾任对外贸易部副部长、国家科委副主任。
- 辅仁大学的彭涛（1913－1961）：后为国家计划委员会副主任、化学工业部部长、国家计委综合利用局（资源利用局）局长。
- 北京大学数学系的黄敬（1912－1958）：后任中共天津市委书记兼天津市市长、中华人民共和国第一机械工业部部长、国家技术委员会主任。
- 清华大学化学系姚依林（1917－1994）：曾任中国共产党第十三届中央政治局常委、国务院副总理。
- 清華大學中文系熊向暉（1919－2005）：後為胡宗南機要秘書，中共潛伏人員，後為中國駐墨西哥第一任大使、中共中央調查部副部長、統戰部副部長、中國人民外交學會副會長、全國政協常委。
- 北平女一中的郭明秋（1917年－2001）：曾任全国妇联宣传部部长、全国人大代表、政协委员。
- 私立镜湖中学（后北京七中）的孙敬文（1916年－1998）：后为新中国石油化学工业部副部长、化学工业部部长、中国石油化工总公司副董事长。
- 许家屯：曾任江苏省东灌沐中华民族解放先峰队组织部部长，后为江苏省委第一书记、江苏省五届人大常委会主任、中央顾问委员会委员、中国共产党港澳工作委员会书记（港澳工委书记）、新华社香港分社社长。
- 胡開明（原名胡煜）：東北大學經濟系，曾主持“東北大學學生救亡工作委員會”率學生團體赴西安向張學良、蔣介石請願。後任河北常務副省長、第五屆全國政協委員、第六屆全國人大代表。